# Monumento a Carlos Drummond de Andrade
O monumento a Carlos Drummond de Andrade é uma estátua de bronze localizada na praia de Copacabana, na cidade do Rio de Janeiro, Brasil. A estátua do artista plástico Leo Santana foi inaugurada em outubro de 2002, em comemoração ao centenário de nascimento do poeta brasileiro Carlos Drummond de Andrade e custou na época R$ 65 mil. Localizada na Avenida Atlântica, a estátua retrata o poeta sentado, de pernas cruzadas e de costas pro mar, em uma posição inspirada em uma fotografia de Rogério Reis.
A estátua tem sido alvo de diversos atos de vandalismo ao longo dos anos, sendo os seus óculos o alvo mais corriqueiro.